# 埃沃和梅尼勒
埃沃和梅尼勒（法語：Évaux-et-Ménil，法語發音：[evo e menil] ⓘ）是法国大東部大區孚日省的一个市镇，属于埃皮纳勒区。

## 地理
埃沃和梅尼勒（48°19'28"N, 6°17'56"E）面积5 平方千米，位于法国大東部大區孚日省，该省份为法国东北部内陆省份，北起默兹省和默尔特-摩泽尔省，西接上马恩省，南至上索恩省和贝尔福地区省，东临上莱茵省和下莱茵省。
与埃沃和梅尼勒接壤的市镇（或旧市镇、城区）包括：于布西、瓦尔蒙泽、万塞、贝特涅圣布里斯、居涅欧索。

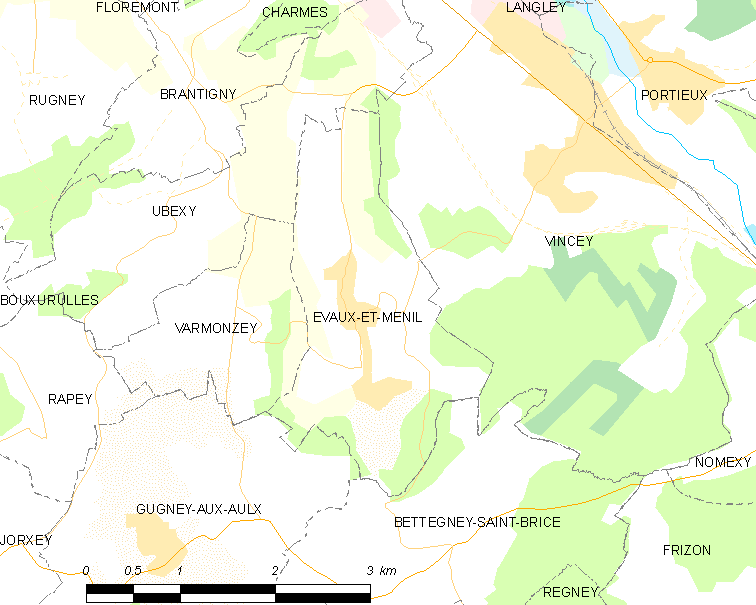
埃沃和梅尼勒的OSM定位图

埃沃和梅尼勒的时区为UTC+01:00、UTC+02:00（夏令时）。

## 行政
埃沃和梅尼勒的邮政编码为88450，INSEE市镇编码为88166。

## 政治
埃沃和梅尼勒所属的省级选区为沙尔姆县。

## 人口

1962-2008年间埃沃和梅尼勒人口变化图示

埃沃和梅尼勒于2022年1月1日时的人口数量为355人。